# 鄒美君
鄒美君（Chow Mei Kuan，1994年12月23日—）是馬來西亞女子羽毛球運動員。她曾与許嘉雯夺得2018年英聯邦運動會羽毛球比赛女子雙打金牌。

## 簡歷
2011年7月，鄒美君代表马来西亚参加印度勒克瑙举办的亞洲青年羽毛球錦標賽，在率先进行的团体赛，马来西亚队赢得银牌；其后與李明艷在女子双打决赛以1比2（18-21、21-16、12-21）不敌印尼的苏琪·里基·安迪妮/蒂亚拉·罗萨莉娅·努莱达赫，赢得亚军。同年7月，她与李明艷出战新加坡羽毛球國際系列賽，在女双準决赛以1比2（14-21、22-20、12-21）不敌日本的下崎彩/馬上愛實。同年10月，她代表马来西亚参加臺灣桃園举办的世界青年羽毛球錦標賽，在率先进行的团体赛，马来西亚队赢得金牌；其后与方威捷在混双準決賽以1比2（17-21、22-20、16-21）不敌印尼的罗纳德·亚历山大/蒂亚拉·罗萨莉娅·努莱达赫，赢得季军。
2012年3月，鄒美君與李明艷出战芬蘭羽毛球公開賽，在女双决赛以1比2（19-21、21-12、16-21）不敌赛会2号种子、加拿大的亚历山德拉·布鲁斯/李文珊，赢得亚军。同年4月，她与方威捷出战法國羽毛球國際賽，在混双决赛以0比2（12-21、11-21）不敌赛会头号种子、德国的彼得·卡斯巴尔/乔安娜·格里斯威斯基，赢得亚军。同年6月，她代表马来西亚参加韩国慶尚北道金泉市举办的亞洲青年羽毛球錦標賽，在率先进行的团体赛，马来西亚队赢得铜牌；其后与李明艷在女子双打準決賽以0比2（14-21、14-21）不敌赛会头号种子、韩国的申昇瓚/李紹希，赢得季军。同年10月，她代表马来西亚参加日本千葉縣举办的世界青年羽毛球錦標賽，与李明艷的女双準決賽以0比2（6-21、12-21）再次不敌赛会2号种子、韩国的李紹希/申昇瓚，赢得季军。同年11月，她与李明艷出战馬來西亞羽毛球國際挑戰賽，在女双决赛以2比0（21-13、23-21）击败了印尼的里琳·阿米莉亚/梅尔维拉·奥克拉莫纳，夺得其首个国际赛的冠军。
2013年2月，鄒美君與李明艷合作打進奧地利羽毛球國際挑戰賽女雙決賽，以0比2（14-21、20-22）不敵日本組合新玉美鄉/樽野惠，僅得亞軍。同年7月，她代表馬來西亞出戰俄羅斯喀山舉行的世界大學生運動會羽毛球比賽，與李明艷合作贏得女子雙打銅牌。同年11月，她与賴潔敏出战馬來西亞羽毛球國際挑戰賽，在女双準决赛以0比2（15-21、13-21）不敌日本的久後明日美/宮內唯。同年12月，她与黄辉颖出战越南羽毛球大獎賽，在混双準决赛以1比2（7-21、21-19、18-21）不敌赛会3号种子、中華台北的廖敏竣/陳曉歡。
2014年4月，鄒美君与黄辉颖出战大阪羽毛球國際挑戰賽，在混双準决赛以0比2（14-21、14-21）不敌赛会2号种子、印尼的穆罕默德·雷扎/维塔·玛丽莎。同年9月，她与李明艷出战印尼羽毛球大師賽，在女双準决赛以0比2（19-21、13-21）不敌赛会4号种子、印尼的凯希亚·纽维塔·哈纳迪亚/德维·蒂卡·佩马塔萨里。
2015年8月，鄒美君與黄辉颖的組合取得8月在印尼雅加达举行的世界羽毛球錦標賽混合雙打項目參賽資格。同年9月，她与黄辉颖出战波蘭羽毛球國際賽，在混双决赛以0比2（19-21、12-21）不敌赛会2号种子、丹麦的卡斯珀·安东森/阿曼达·马德森，赢得亚军。同年11月，她与陳致佃出战馬來西亞羽毛球國際挑戰賽，在混双準决赛以1比2（12-21、21-18、18-21）不敌赛会5号种子、泰国的博丁·伊沙拉/沙威丽·阿米达拜。
2016年3月，鄒美君與李明艷出战波蘭羽毛球公開賽，在女双决赛以0比2（7-21、17-21）不敌赛会头号种子、泰国的普蒂塔·素帕猜恭/沙西丽·德拉达那猜，赢得亚军。同期3月，她与李明艷出战奧爾良羽毛球國際挑戰賽，在女双準决赛以0比2（11-21、14-21）不敌赛会头号种子、英格兰的希瑟·奥利弗/勞倫·史密斯。同年9月，她代表马来西亚参加俄羅斯拉緬斯科耶举办的世界大學生羽毛球錦標賽，与吳玥青的女双準决赛以1比2（17-21、21-18、25-27）惜败于韩国的Lee Seung Hee/Yoon Tae Kyung；在与努·穆罕默德·阿茲林·阿尤布的混双準决赛以0比2（14-21、17-21）不敌中華台北的李洋/許雅晴，赢得季军。同年10月，她与李明艷出战中華台北羽球大師賽，在女双準決賽以0比3（7-11、7-11、3-11）不敌赛会头号种子、日本强档的福島由紀/廣田彩花。
2017年8月，鄒美君代表马来西亚参加本国举办的東南亞運動會羽毛球比賽，帮助马来西亚女队赢得银牌。同年9月，她与李明艷出战越南羽毛球大獎賽，在女双準决赛以0比2（7-21、17-21）不敌赛会7号种子、印尼的德拉·德斯迪亚拉·哈里斯/里基·艾美莉雅·普拉蒂普塔。同年11月，她与李明艷出战韓國羽毛球大師賽，在女双準决赛以1比2（21-14、7-21、12-21）不敌东道主的金昭映/孔熙容。
2018年1月，鄒美君与李明艷出战泰國羽毛球大師賽，在女双準决赛以1比2（21-18、13-21、17-21）不敌赛会头号种子、东道主的宗功攀·吉迪特拉恭/拉温达·巴宗哉。同年3月，她与許嘉雯出战越南羽毛球國際挑戰賽，在女双决赛以1比2（19-21、21-17、17-21）不敌赛会2号种子、韩国新星的白荷娜/李幽琳，赢得亚军。同年4月，她代表马来西亚参加澳大利亚昆士蘭州黃金海岸举办的英聯邦運動會羽毛球比賽，在率先进行的团体赛，马来西亚队赢得银牌；而与許嘉雯的女双决赛以2比0（21-12、21-12）击败了赛会3号种子、英格兰的劳伦·史密斯/莎拉·沃克，首次赢得英联邦女子双打金牌。
2021年7月，鄒美君与李明艷出战2020年东京奥运会，第一轮以（21-14、21-14）不敌印尼组合格雷西婭·波利/阿普里亞尼·拉哈育，第二轮又以（21-17、15-21、8-21）不敌排名世界第一的福島由紀与廣田彩花的日本组合，第三轮则以（21-19、21-16）战胜来自英国的克洛伊·比爾切与勞倫·史密斯结束了奥运会的征程。
2021年8月16日，马来西亚羽毛球协会宣布鄒美君将退出国家队，並在9月15日正式退役。

## 主要比賽成績
只列出曾進入準決賽的國際賽事成績：
| 年份   | 賽事                     | 公開賽級別 | 項目     | 拍檔                      | 成績   |
| ------ | ------------------------ | ---------- | -------- | ------------------------- | ------ |
| 2011年 | 亞洲青年羽毛球錦標賽     | 其他       | 混合團體 | －                        | 亞軍   |
| 2011年 | 亞洲青年羽毛球錦標賽     | 其他       | 女子雙打 | 李明艷                    | 亞軍   |
| 2011年 | 新加坡羽毛球國際系列賽   | 國際系列賽 | 女子雙打 | 李明艷                    | 準決賽 |
| 2011年 | 世界青年羽毛球錦標賽     | 其他       | 混合團體 | －                        | 冠軍   |
| 2011年 | 世界青年羽毛球錦標賽     | 其他       | 混合雙打 | 方威捷                    | 準決賽 |
| 2012年 | 芬蘭羽毛球公開賽         | 國際挑戰賽 | 女子雙打 | 李明艷                    | 亞軍   |
| 2012年 | 法國羽毛球國際賽         | 國際系列賽 | 混合雙打 | 方威捷                    | 亞軍   |
| 2012年 | 亞洲青年羽毛球錦標賽     | 其他       | 混合團體 | －                        | 準決賽 |
| 2012年 | 亞洲青年羽毛球錦標賽     | 其他       | 女子雙打 | 李明艷                    | 準決賽 |
| 2012年 | 世界青年羽毛球錦標賽     | 其他       | 女子雙打 | 李明艷                    | 準決賽 |
| 2012年 | 馬來西亞羽毛球國際挑戰賽 | 國際挑戰賽 | 女子雙打 | 李明艷                    | 冠軍   |
| 2013年 | 奧地利羽毛球國際挑戰賽   | 國際挑戰賽 | 女子雙打 | 李明艷                    | 亞軍   |
| 2013年 | 世界大學運動會羽毛球比賽 | 其他       | 女子雙打 | 李明艷                    | 铜牌   |
| 2013年 | 馬來西亞羽毛球國際挑戰賽 | 國際挑戰賽 | 女子雙打 | 賴潔敏                    | 準決賽 |
| 2013年 | 越南羽毛球大獎賽         | 大獎賽     | 混合雙打 | 黄辉颖                    | 準決賽 |
| 2014年 | 大阪羽毛球國際挑戰賽     | 國際挑戰賽 | 混合雙打 | 黄辉颖                    | 準決賽 |
| 2014年 | 印尼羽毛球大師賽         | 黃金大獎賽 | 女子雙打 | 李明艷                    | 準決賽 |
| 2015年 | 波蘭羽毛球國際賽         | 國際系列賽 | 混合雙打 | 黄辉颖                    | 亞軍   |
| 2015年 | 馬來西亞羽毛球國際挑戰賽 | 國際挑戰賽 | 混合雙打 | 陳致佃                    | 準決賽 |
| 2016年 | 波蘭羽毛球公開賽         | 國際挑戰賽 | 女子雙打 | 李明艷                    | 亞軍   |
| 2016年 | 奧爾良羽毛球國際挑戰賽   | 國際挑戰賽 | 女子雙打 | 李明艷                    | 準決賽 |
| 2016年 | 世界大學生羽毛球錦標賽   | 其他       | 女子雙打 | 吳玥青                    | 季軍   |
| 2016年 | 世界大學生羽毛球錦標賽   | 其他       | 混合雙打 | 努·穆罕默德·阿茲林·阿尤布 | 季軍   |
| 2016年 | 中華台北羽球大師賽       | 大獎賽     | 女子雙打 | 李明艷                    | 準決賽 |
| 2016年 | 馬來西亞羽毛球國際挑戰賽 | 國際挑戰賽 | 女子雙打 | 李明艷                    | 冠軍   |
| 2016年 | 澳門羽毛球黃金大獎賽     | 黃金大獎賽 | 女子雙打 | 李明艷                    | 準決賽 |
| 2017年 | 東南亞運動會羽毛球比賽   | 其他       | 女子團體 | －                        | 銀牌   |
| 2017年 | 越南羽毛球大獎賽         | 大獎賽     | 女子雙打 | 李明艷                    | 準決賽 |
| 2017年 | 韓國羽毛球大師賽         | 大獎賽     | 女子雙打 | 李明艷                    | 準決賽 |
| 2018年 | 泰國羽毛球大師賽         | 超級300賽  | 女子雙打 | 李明晏                    | 準決賽 |
| 2018年 | 越南羽毛球國際挑戰賽     | 國際挑戰賽 | 女子雙打 | 許嘉雯                    | 亞軍   |
| 2018年 | 英聯邦運動會羽毛球比賽   | 其他       | 女子雙打 | 許嘉雯                    | 金牌   |
| 2018年 | 英聯邦運動會羽毛球比賽   | 其他       | 混合團體 | －                        | 銀牌   |
| 2018年 | 美國羽毛球公開賽         | 超級300賽  | 女子雙打 | 許嘉雯                    | 準決賽 |
| 2018年 | 俄羅斯羽毛球公開賽       | 超級100賽  | 女子雙打 | 李明晏                    | 亞軍   |
| 2018年 | 西德·莫迪羽毛球國際賽    | 超級300賽  | 女子雙打 | 李明晏                    | 冠軍   |
| 2019年 | 印度羽毛球公開賽         | 超級500賽  | 女子雙打 | 李明晏                    | 亞軍   |
| 2019年 | 東南亞運動會羽毛球比賽   | 其他       | 女子團體 | －                        | 銅牌   |
| 2019年 | 東南亞運動會羽毛球比賽   | 其他       | 女子雙打 | 李明晏                    | 銅牌   |
| 2020年 | 亞洲羽毛球團體錦標賽     | 其他       | 女子團體 | －                        | 季軍   |
| 2020年 | TOYOTA泰國羽毛球公開賽   | 超級1000賽 | 女子雙打 | 李明晏                    | 準決賽 |
| 2020年 | 世界羽聯世界巡迴賽總決賽 | 總決賽     | 女子雙打 | 李明晏                    | 準決賽 |
| 2021年 | 瑞士羽毛球公開賽         | 超級300賽  | 女子雙打 | 李明晏                    | 準決賽 |

| 2007-2017年 | 首要超級賽 | 超級賽 | 黃金大獎賽 | 大獎賽 | 國際挑戰賽 | 國際系列賽 | 未來系列賽 | 其他 |

| 2018-2026年 | 總決賽 | 超級1000賽 | 超級750賽 | 超級500賽 | 超級300賽 | 超級100賽 | 國際挑戰賽 | 國際系列賽 | 未來系列賽 | 其他 |

### 奧運會和世錦賽參賽紀錄
|          | 搭檔   | 2015 | 2016 | 2017 | 2018 | 2019 | 2020       |
| -------- | ------ | ---- | ---- | ---- | ---- | ---- | ---------- |
| 女子雙打 | 李明晏 | －   | －   | －   | 16強 | 16強 | 小組第三名 |
|          |        |      |      |      |      |      |            |
| 混合雙打 | 黄辉颖 | 32強 | －   | －   | －   | －   | －         |

## 主要对賽记录
鄒美君與主要對手的對賽成績如下（只列出對賽三次或以上對手，截至2019年1月31日）：
女雙 - 李明艷
| 對手          | 對賽次數 | 對賽結果 | 對賽結果 | 總計 |
| 對手          | 對賽次數 | 勝       | 負       | 總計 |
| ------------- | -------- | -------- | -------- | ---- |
| 林秋仙 陳雪柔 | 1        | 1        | 0        | +1   |

| 對手                                            | 對賽次數 | 對賽結果 | 對賽結果 | 總計 |
| 對手                                            | 對賽次數 | 勝       | 負       | 總計 |
| ----------------------------------------------- | -------- | -------- | -------- | ---- |
| 廣田彩花 福島由紀                               | 4        | 0        | 4        | -4   |
| 李紹希 申昇瓚                                   | 4        | 1        | 3        | -2   |
| 櫻本絢子 高畑祐紀子                             | 4        | 2        | 2        | ±0   |
| 斯基·雷迪 阿什维尼·蓬纳帕                       | 4        | 2        | 2        | ±0   |
| 拉温达·巴宗哉 宗功攀·吉迪特拉恭                 | 3        | 1        | 2        | -1   |
| 德拉·德斯迪亚拉·哈里斯 里基·艾美莉雅·普拉蒂普塔 | 3        | 1        | 2        | -1   |